# Дом-музей Галактиона и Тициана Табидзе
Дом-музей Галактиона и Тициана Табидзе (груз. გალაკტიონ და ტიციან ტაბიძეების სახლ-მუზეუმი) — музей в селе Чквиши Ванского муниципалитета Грузии.
Музей разместился на площади 3 га. Постоянная экспозиция: 450 м², периодические выставки: 30 м², конференц-зал: 60 м², репозиторий: 30 м²
Музей работает ежедневно, кроме понедельника, с 10 до 17 часов.

## История
Основан в 1966 году. Открыт в 1983 году.

## Экспозиция
В музее имеются два выставочных здания и исторические дома грузинских поэтов, уроженцев этого села, Галактиона (1892—1959) и Тициана Табидзе (1895—1937).
В музее хранятся мемориальные предметы Галактиона и Тициана Табидзе, старинные печатные книги из библиотеки отца Галактиона, глиняная посуда, образцы вышивки, работы грузинских художников и скульпторов.
В музее представлены экспонаты по темам «Галактион и Тициани», «Царь-поэт», «Я родился в апреле», «Очерки Галактиона», «Тициан и Борис Пастернак».